# Raiffeisenbank Hochfranken West
Die Raiffeisenbank Hochfranken West eG ist eine deutsche Genossenschaftsbank mit Sitz in der bayerischen Marktgemeinde Stammbach im Landkreis Hof.

## Geschichte
Die Raiffeisenbank Hochfranken West eG entstand im Jahr 2011 durch die Fusion der Raiffeisenbank Frankenwald Ost-Oberkotzau eG mit dem Sitz in Schwarzenbach am Wald mit der Raiffeisenbank Sparneck-Stammbach-Zell eG mit dem Sitz in Stammbach.
Die Vorläufer der beiden Banken waren kleinere regionale Genossenschaftsbanken und Darlehenskassenvereine, von denen der älteste  im Jahr 1891 gegründet wurde. Im Laufe der Jahrzehnte entwickelte sich aus kleinen Darlehenskassenvereinen das heutige Kreditinstitut in den Regionen Frankenwald und Fichtelgebirge.
Die damalige Raiffeisenbank Sparneck-Stammbach-Zell eG entstand im Jahr 2005 aus der Fusion der Raiffeisenbank Sparneck-Zell eG mit dem Sitz in Zell im Fichtelgebirge mit der Raiffeisenbank Stammbach eG. Durch die Fusion der Raiffeisenbank Frankenwald-Ost eG mit Sitz in Schwarzenbach am Wald mit der Raiffeisenbank Oberkotzau eG mit dem Sitz in Oberkotzau entstand im Jahr 2004 die Raiffeisenbank Frankenwald Ost-Oberkotzau eG.
Nachfolgend weitere Fusionen der einzelnen Genossenschaftsbanken:
- 1989 – Fusion der Raiffeisenbank Sparneck eG mit dem Sitz in Sparneck mit der Raiffeisenbank Zell/Ofr. eG mit dem Sitz in Zell im Fichtelgebirge zur Raiffeisenbank Sparneck-Zell eG
- 1978 – Fusion der Raiffeisenbank Leupoldsgrün-Schauenstein eG mit dem Sitz in Leupoldsgrün mit der Raiffeisenbank Frankenwald – Ost eG mit dem Sitz in Schwarzenbach am Wald
- 1973 – Fusion der Raiffeisenkasse Döhlau eGmbH mit dem Sitz in Döhlau mit der Raiffeisenbank Oberkotzau eGmbH mit dem Sitz in Oberkotzau
- 1971 – Fusion der Raiffeisenbank Marlesreuth-Döbra eGmbH mit dem Sitz in Marlesreuth mit der Raiffeisenkasse Schwarzenbach a.W. eGmbH mit dem Sitz in Schwarzenbach am Wald  (der späteren Raiffeisenbank Frankenwald –  Ost eG)

Zuletzt im Jahre 2021 wurde die Raiffeisenbank Gefrees e.G. mit dem Sitz in Gefrees auf die Raiffeisenbank Hochfranken West eG verschmolzen. Die Raiffeisenbank Gefrees e.G. fusionierte zuvor im Jahr 1968 als Raiffeisenbank Gefrees u. Umgebung eGmbH mit der Raiffeisenkasse Streitau eGmbH mit dem Sitz in Streitau, im Jahr 1976 als Raiffeisenbank Gefrees e.G. mit der Raiffeisenbank Bischofsgrün eG mit dem Sitz in Bischofsgrün und letztmals im Jahr 1989 mit der Raiffeisenbank Weißenstadt eG mit dem Sitz in Weißenstadt.

## Rechtsverhältnisse
Die Raiffeisenbank Hochfranken West eG ist im Genossenschaftsregister beim Amtsgericht Hof unter GnR 63 eingetragen.

## Organisationsstruktur
Rechtsgrundlagen sind das Genossenschaftsgesetz und die durch die Vertreterversammlung beschlossene Satzung. Organe der Bank sind der Vorstand, der Aufsichtsrat und die Vertreterversammlung.

## Sicherungseinrichtung
Die Raiffeisenbank Hochfranken West eG ist der amtlich anerkannten Sicherungseinrichtung des Bundesverbandes der Deutschen Volksbanken und Raiffeisenbanken GmbH und der zusätzlichen freiwilligen Sicherungseinrichtung des Bundesverbandes der Deutschen Volksbanken und Raiffeisenbanken e.V. angeschlossen.

## Geschäftsausrichtung
Die Raiffeisenbank Hochfranken West eG betreibt das Universalbankgeschäft und kooperiert mit der Genossenschaftlichen FinanzGruppe Volksbanken Raiffeisenbanken. Im Verbundgeschäft arbeitet sie mit der DZ Bank, R+V Versicherung, Bausparkasse Schwäbisch Hall, Teambank, VR Leasing, DZ Hyp und der Union Investment zusammen.

## Geschäftsgebiet
Das Geschäftsgebiet liegt im Südwesten des Landkreises Hof, im Nordwesten des Landkreises Bayreuth sowie im Westen des Landkreises Wunsiedel im Fichtelgebirge in den Regionen Frankenwald und Fichtelgebirge.
An diesen Orten betreibt die Bank Filialen:
- Stammbach (Hauptstelle, jur. Sitz)
- Bischofsgrün (Geschäftsstelle)
- Gefrees (Geschäftsstelle)
- Leupoldsgrün (Geschäftsstelle)
- Marlesreuth (Geschäftsstelle)
- Oberkotzau (Geschäftsstelle)
- Schwarzenbach am Wald (Geschäftsstelle)
- Sparneck (Geschäftsstelle)
- Weißenstadt (Geschäftsstelle)
- Zell im Fichtelgebirge (Geschäftsstelle)